# Curtis Harrington
Gene Curtis Harrington (17 de setembre de 1926 - 6 de maig de 2007) va ser un director de cinema i televisió estatunidenc el treball del qual incloïa pel·lícules experimentals i pel·lícules de terror. Es considera un dels precursors de New Queer Cinema.

## Vida i carrera
Harrington va néixer el 17 de setembre de 1926 a Los Angeles, fill d'Isabel (Dorum) i Raymond Stephen Harrington, i va créixer a Beaumont (Califòrnia). Els seus primers esforços cinematogràfics van ser pel·lícules amateurs que va fer quan encara era adolescent. Va assistir a l'Occidental College i a la University of Southern California, després es va graduar a la Universitat de Califòrnia, Los Angeles, amb una llicenciatura en estudis cinematogràfics.
Als 16 anys, el 1942, va dirigir i coprotagonitzar una versió curta (9 minuts) de La caiguda de la Casa Usher d'Edgar Allan Poe. Va començar la seva carrera com a crític de cinema, escrivint un llibre sobre Josef von Sternberg l'any 1948. Va dirigir diversos curtmetratges d'avantguarda als anys quaranta i cinquanta, incloent Fragment of Seeking, Picnic i The Wormwood Star (un estudi cinematogràfic de l'obra d'art de Marjorie Cameron que es va rodar a la casa del col·leccionista d'art multimilionari Edward James). Cameron també va protagonitzar la seva pel·lícula posterior Marea nocturna (1961) amb Dennis Hopper. Harrington va treballar amb Kenneth Anger, treballant com a director de fotografia a Puce Moment d'Anger i actuant a Inauguration of the Pleasure Dome (1954) (va interpretar a Cesare, el somnambulista). Harrington tenia enllaços a Thelema compartits amb els seus col·laboradors propers Kenneth Anger i Marjorie Cameron que actuaven sovint a les seves pel·lícules.
Harrington va ser la força impulsora per redescobrir la versió original de James Whale de The Old Dark House (1932, Universal Pictures). Encara que els drets de la història original s'havien venut a Columbia Pictures per a un remake, va persuadir George Eastman House perquè la preservés. Al DVD de Kino International, hi ha una entrevista filmada d'Harrington explicant per què i com va sorgir això (el contracte estipulava que només se'ls permetia salvar la pel·lícula, no llançar-la, essencialment per demostrar que no hi havia cap benefici. motiu). Harrington va ser assessor de Gods and Monsters (1998) de Bill Condon, sobre els últims dies del director James Whale, i Harrington havia conegut Whale al final de la seva vida. Harrington també té un cameo a la pel·lícula. Roger Corman va assignar Harrington per dirigir dues pel·lícules estatunidenques que utilitzaven imatges de pel·lícules russes de ciència-ficció, Voyage to the Prehistoric Planet (1965) i Planeta de sang (1966). Harrington va dirigir Games (1967), Qui va matar la tieta Roo? (1971) amb Shelley Winters, Què li passa a Helen? (1971) amb Winters i Debbie Reynolds, i Killer Bees (1974) amb Gloria Swanson a un dels seus papers posteriors. Harrington va fer dues pel·lícules per a televisió basades en guions de Robert Bloch: The Cat Creature (1973) i The Dead Don't Die (1975).
Harrington va tenir un cameo a l'inacabat The Other Side of the Wind d'Orson Welles (1970–1976). Durant les dècades de 1970 i 1980, Harrington va dirigir episodis de sèries de televisió com ara Baretta, Dynasty, Wonder Woman, The Twilight Zone i Els àngels de Charlie.
La darrera pel·lícula d'Harrington, el curt Usher, és un remake de Fall of the House of Usher, una pel·lícula inèdita que va fer mentre estava a l'institut. Va repartir Nikolas i Zeena Schreck en la seva versió actualitzada de "La caiguda de la Casa Usher d'Edgar Allan Poe". El finançament de la pel·lícula es va aconseguir en part gràcies a la intermediació dels Shrecks de la venda de la còpia signada de Harrington de The Book of Thoth de Crowley.
L'Academy Film Archive ha conservat diverses de les pel·lícules de Curtis Harrington, com ara, On the Edge, and Picnic.

## Vida personal
Harrington era homosexual. Va escriure a la seva autobiografia que va tenir la seva primera experiència sexual amb un altre home (un jugador de futbol) a l'escola secundària.

## Mort
Curtis Harrington va morir el 6 de maig de 2007, als 80 anys, de complicacions per un ictus que va patir dos anys abans. Les seves despulles estan enterrades al mausoleu de la catedral al Hollywood Forever Cemetery.
House of Harrington, un breu documental sobre la vida del director, es va estrenar l'any 2008. Va ser dirigit per Jeffrey Schwarz i Tyler Hubby i es va rodar alguns anys abans de la mort d'Harrington. Inclou imatges de la seva pel·lícula de secundària Fall of the House of Usher.
Les memòries de Harrington Nice Guys Don't Work in Hollywood van ser publicades el 2013 per Drag City.

## Filmografia
Curtmetratges
- Fall of the House of Usher (1942)
- Fragment of Seeking (1946)
- Picnic (1948)
- On the Edge (1949)
- The Assignation (1952)
- Dangerous Houses (1952), no estrenat[10]
- St. Tropaz (1952), inacabat[11]
- The Wormwood Star (1956), documental sobre Marjorie Cameron
- The Four Elements (1966), curt industrial
- Usher (2000)

Llartmetratges cinematogràfics
- Marea nocturna (1961, not released widely until 1963)
- Voyage to the Prehistoric Planet (1965)
- Planeta de sang (1966)
- Games (1967)
- Què li passa a Helen? (1971)
- Qui va matar la tieta Roo? (1971)
- The Killing Kind (1973)
- Ruby (1977)
- Mata Hari (1985)

Telefilms
- How Awful About Allan (1970)
- The Cat Creature (1973)
- Killer Bees (1974)
- The Dead Don't Die (1975)
- Devil Dog: The Hound of Hell (1978)

Sèries de televisió
- The Legend of Jesse James (1966), 2 episodis
- Baretta (1975–76), 2 episodis
- Quinn Martin's Tales of the Unexpected (1977), 1 episodi ("A Hand For Sonny Blue")
- Logan's Run (1978), 1 episodi
- Lucan (1978), 1 episodi
- Sword of Justice (1978, 1 episodi
- Vega$ (1978), 1 episodi
- Els àngels de Charlie (1978–79), 2 episodis
- Wonder Woman (1979), 1 episodi
- Darkroom (1981), 2 episodis i títols d’apertura
- Hotel (1983–84), 2 episodis
- Dynasty (1983–85), 6 episodis
- Glitter (1984), 1 episodi
- The Colbys (1985–87), 5 episodis
- The Twilight Zone (1987, 1 episodi)

Com a actor
- The Fall of the House of Usher (1942)
- Fragment of Seeking (1946)
- Inauguration of the Pleasure Dome (1954)
- Ironside (1967), episodi "Let My Brother Go"
- The Other Side of the Wind (1972)
- Gods and Monsters (1998)
- Usher (2000)